# Clara Mochi
Clara Maria Mochi (Milán, 29 de abril de 1956) es una deportista italiana que compitió en esgrima, especialista en la modalidad de florete. Ganó dos medallas de oro en el Campeonato Mundial de Esgrima en los años 1982 y 1983.

## Palmarés internacional
| Campeonato Mundial | Campeonato Mundial | Campeonato Mundial | Campeonato Mundial  |
| Año                | Lugar              | Medalla            | Prueba              |
| ------------------ | ------------------ | ------------------ | ------------------- |
| 1982               | Roma (Italia)      | Medalla de oro     | Florete por equipos |
| 1983               | Viena (Austria)    | Medalla de oro     | Florete por equipos |